# Le gendarme est sans pitié (film)
Pour l’article homonyme, voir Le gendarme est sans pitié.
Pour plus de détails, voir Fiche technique et Distribution.
Le gendarme est sans pitié est un film réalisé par Claude Autant-Lara, sorti en 1932. Il s'agit d'une adaptation d'une pièce de théâtre éponyme de Georges Courteline et Édouard Norès.

## Synopsis
Un procureur de la République rencontre des difficultés à cause de la susceptibilité maladive du gendarme Labourbourax. 

## Fiche technique
- Réalisation : Claude Autant-Lara
- Scénario : adapté de la pièce Le gendarme est sans pitié (1899)[2] de Georges Courteline[3] et Édouard Norès
- Producteur : Fred Orain[4]
- Production : Paramount Pictures[5]
- Durée : 20 minutes
- Date de sortie : 1932

## Distribution
- Georges Cahuzac
- Charles Camus